# Jordi Canyissà

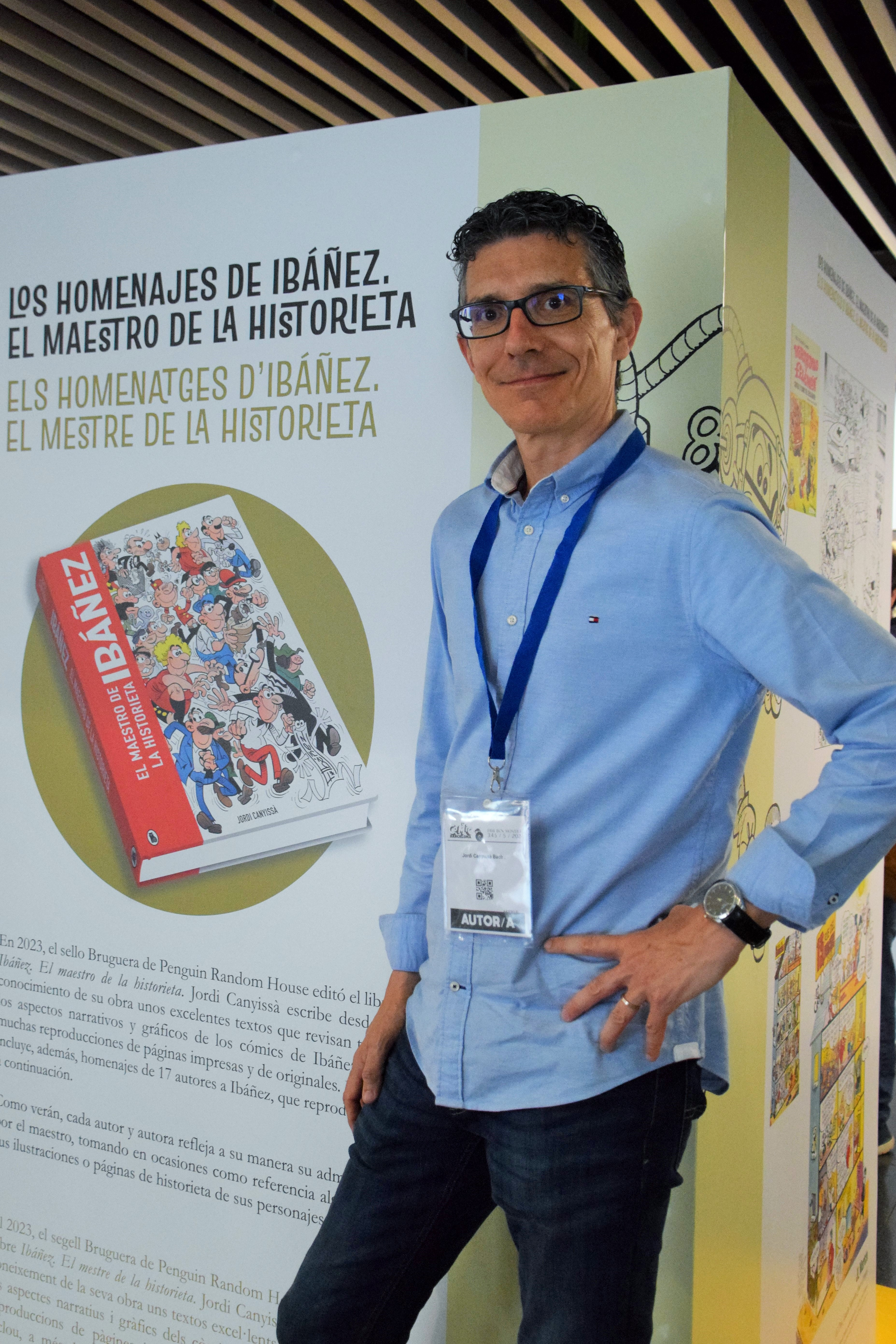
Jordi Canyissà en la exposición "Nuestro Ibáñez". 42 Comic Barcelona (2024).

Jordi Canyissà Bach (Barcelona, 1972) es un periodista, crítico, ensayista y dibujante de historieta español, autor de la biografía Raf. El 'gentleman' de Bruguera dedicada al historietista Joan Rafart Roldán publicada por Amaníaco Ediciones el año 2015 y de la monografía sobre Francisco Ibáñez  titulada Ibáñez. El maestro de la historieta publicada por el sello Bruguera de Penguin Random House el 21 de septiembre de 2023.

## Biografía
Licenciado en Derecho por la Universidad de Barcelona (1995) y en Periodismo por la Universidad Pompeu Fabra (1997). Como teórico y divulgador de la historieta empieza colaborando en textos para el fanzine Voz en Off y en entrevistas publicadas en la revista de historietas Amaníaco, como la realizada a Manuel Vázquez. Para la revista U, el hijo de Urich escribió sobre cómic francobelga con artículos dedicados a Christophe Blain, René Pétillon, Daniel Goossens y Edgar Pierre Jacobs. También ha sido ponente en coloquios universitarios internacionales y ha escrito artículos sobre cómic franco-belga en Entrecomics, artículos sobre Hergé, sobre Jacques Tardi o sobre la Editorial Bruguera en Tebeosfera y crítica de historieta en los anuarios de revista cultural española Jot Down. Es miembro de la asociación de críticos ACDCómic y escribe regularmente en el diario La Vanguardia, especialmente como crítico de historieta en el suplemento literario Cultura/s tanto en su versión impresa como en su versión web.
Ha colaborado en libros de ensayo sobre cómics como El gran Vázquez. Coge el dinero y corre (2011), Tebeos. Las revistas infantiles (2014), Jan. El genio humilde (2014), La bande dessinée historique (2015), On the Edge of the Panel (2015), El humor gráfico (2019) y Carpanta 75 aniversario (2022), entre otros.  Ha escrito artículos sobre cómic en U, el Hijo de Urich, Entrecomics, Humoristán, Tebeosfera y anuarios de Jot Down. Ha participado en charlas, presentaciones, clubs de lectura sobre cómic y en 2023 moderó la mesa redonda El auge del cómic, el manga y la novela gráfica en el Fórum Edita de Barcelona. Ha sido jurado en los Premios El Ojo Crítico de Cómic, Premio Internacional de Novela Gráfica FNAC-Salamandra Graphic o el Premi Finestres de Còmic en Català.
En diciembre de 2014 publicó la biografía Raf. El 'gentleman' de Bruguera dedicada al historietista Joan Rafart Roldán, un trabajo que "va más allá de la biografía individual cuando retrata un colectivo al que privaron de sus derechos de autor". Según el periodista y crítico literario de La Vanguardia Xavi Ayén esta biografía "sitúa a este elegante autor de aire británico en el lugar que siempre debió ocupar: el de uno de los grandes de la historieta española". Por su parte, el crítico de El Mundo Luigi Benedicto Borges calificó la obra como "un trabajo metódico y enciclopédico".
En septiembre de 2023 publicó la monografía sobre Francisco Ibáñez titulada Ibáñez. El maestro de la historieta, un trabajo dedicado al creador de Mortadelo y Filemón que, en palabras de la agencia EFE, "reivindica al dibujante como un artista". Por su parte, El Periódico destaca que "Es un ensayo que busca ser un libro de arte, que por un lado enseña y hace lucir su obra y a la vez la analiza con la visión del crítico".
En febrero de 2024 recibió el premio Antifaz por, según el acta del jurado, "su amplia trayectoria como divulgador en prensa en diferentes medios, como La Vanguardia, así como por su trabajo en libros sobre autores fundamentales de nuestra historieta como Vázquez, Raf o Ibáñez"; este galardón está otorgado por el Salón del Cómic de València junto a la Cátedra de Estudios del Cómic Fundación SM-Universitat de València.
En diciembre de 2024 publicó un ensayo sobre la historieta franco-belga titulado El canon franco-belga del cómic. Una historia de la historieta europea, obra que "disecciona" el modelo de la historieta europea y "establece un relato más allá de la lista de autores".
Como historietista, participó, a partir de 1993, en la última etapa de la revista de historietas Mortadelo Extra publicada por Ediciones B con la serie humorística Eddy Tor, protagonizada por un editor de cómics, cuyas aventuras se siguen publicando en la revista Amaníaco. Es autor de los tebeos Sinvergüenzas ajenas (1998) y El ático (2001). Como humorista gráfico ha colaborado en libros colectivos publicados por Angle Editorial como por ejemplo Enfoteu-vos-en (2012). En 2011 recibió el Premio Josep Escobar por una de sus tiras cómicas.

## Ensayo
- Raf. El 'gentleman' de Bruguera, Amaníaco Ediciones, 2015. ISBN 978-84-942426-8-7.
- Ibáñez. El maestro de la historieta, Bruguera - Penguin Random House, 2023.  ISBN 978-84-02-42891-2.
- El canon franco-belga del cómic. Una historia de la historieta europea, Tebeosfera, 2024. ISBN 978-84-09-61584-1.

## Ensayo (libros colectivos)
- 2011: El gran Vázquez. Coge el dinero y corre, Dolmen Editorial. ISBN 978-84-15-20138-0.
- 2014: Tebeos. Las revistas infantiles, ACyT Tebeosfera. ISBN 978-84-616-8954-5.
- 2014: Jan. El genio humilde, ACyT Tebeosfera. ISBN 978-84-697-3895-5.
- 2015: Jot Down 100 Cómics, Jot Down. ISBN 978-8494093951.
- 2015: La bande dessinée historique, Presses de l'Université de Pau. ISBN 978-2-35311-064-3.
- 2015: On the Edge of the Panel, Cambridge University Press. ISBN 978-1443877879.
- 2019: El humor gráfico. Diminuta Editorial. ISBN 978-84-946376-6-7.
- 2020: El guión de cómic II. Diminuta Editorial. ISBN 978-84-946376-8-1.
- 2021: Las ciudades oscuras. El formato como estímulo creativo y refuerzo de la ficción, Eu-topías, número 21. ISSN 2174-8454.
- 2022: Carpanta 75 aniversario. Bruguera - Penguin Random House.  ISBN 978-84-02-42787-8.
- 2023: Jot Down Cómics #7, Jot Down.

## Otras contribuciones teóricas
- Prólogo del álbum Blake y Mortimer. Integral 3, de Edgar P. Jacobs, publicado por Norma Editorial, 2025. ISBN 978-84-679-7439-3. [32]
- Epílogo del álbum Gil Pupila 1960-1963, de Maurice Tillieux, publicado por Dolmen Editorial, 2025. ISBN 978-84-10390-32-4.[33]
- Epílogo del álbum Ideas negras, de André Franquin, publicado por Dolmen Editorial, 2024. ISBN 978-84-10031-43-2.[34]
- Epílogo del álbum póstumo de Francisco Ibáñez para la serie Mortadelo y Filemón, París 2024, Bruguera, 2024. ISBN 978-84-02-42970-4.
- Prólogo del álbum ¿Quién se ha llevado mi espresso?, cuarto tomo de la serie Horario de oficina, de Ricardo Peregrina. Tebeos RP, 2022. ISBN 978-84-09-36598-2.
- Epílogo del álbum 'Holms y Piorot. El caso de los cadáveres exquisitos', de Jali. Diábolo Ediciones, 2021. ISBN 978-84-18320-51-4.
- Prólogo del álbum Colección Integral F. Ibáñez. 1970. Colección Integral volumen 37. Salvat,  2019.[35]

## Otros trabajos
- Junto con el editor Jordi Coll ha comisariado la exposición Jan. Una vida en vinyetes. De Superlópez a Don Talarico (del 27 de junio al 4 de agosto de 2024), dedicada a la obra del historietista Jan, en el centro cultural Espai Casinet de El Masnou.[36]

## Obra historietística
| Años | Título               | Tipo       | Publicación                    |
| ---- | -------------------- | ---------- | ------------------------------ |
| 1998 | Sinvergüenzas ajenas | Monografía | Los Impresentables de Amaníaco |
| 2011 | El ático             | Monografía | Los Impresentables de Amaníaco |